# Zîmohirea
Zîmohirea (în ucraineană Зимогір'я) este un oraș raional din raionul Sloveanoserbsk, regiunea Luhansk, Ucraina. În afara localității principale, nu cuprinde și alte sate.

## Demografie
Componența lingvistică a orașului Zîmohirea
     Ucraineană (59,62%)
     Rusă (39,43%)
     Alte limbi (0,38%)
Conform recensământului din 2001, majoritatea populației orașului Zîmohirea era vorbitoare de ucraineană (59,62%), existând în minoritate și vorbitori de rusă (39,43%).